# Aspångs församling
Aspångs församling var en församling i nuvarande Göteborgs stift och nuvarande Munkedals kommun. Församlingen uppgick under medeltiden i Svarteborgs församling.
Kyrkan beskrevs 1391 som övergiven, som en följd av digerdödens svåra verkningar i området.

## Administrativ historik
Församlingen har medeltida ursprung och uppgick redan under medeltiden i Svarteborgs församling.